# Codi de Lipit-Ixtar
El Codi de Lipit-Ixtar és una col·lecció de lleis de l'antiga Mesopotàmia, escrites durant el regnat de Lipit-Ixtar (vers 1934-1924 aC): Lipit-Ixtar era rei de la ciutat d'Isin, que en aquell moment dominava part del sud de Mesopotàmia. Aquest text va ser escrit en sumeri, la llengua literària de l'època. És la segona col·lecció legislativa mesopotàmica més antiga coneguda, després del Codi d'Ur-Nammu, escrit també en sumeri.
La col·lecció de lleis de Lipit-Ixtar es pot anomenar "codi" perquè té un pròleg i un epíleg que emmarquen les disposicions legislatives, igual que el Codi d'Ur-Nammu i el Codi d'Hammurabi, el seu successor més il·lustre. Aquest text es coneix per poc més d'una dotzena de fragments de tauleta, la majoria descoberts a Nippur, un dels centres intel·lectuals sumeris més prestigiosos i important per a l'ensenyament del dret. Altres còpies del codi provenen de Kix i Sippar.

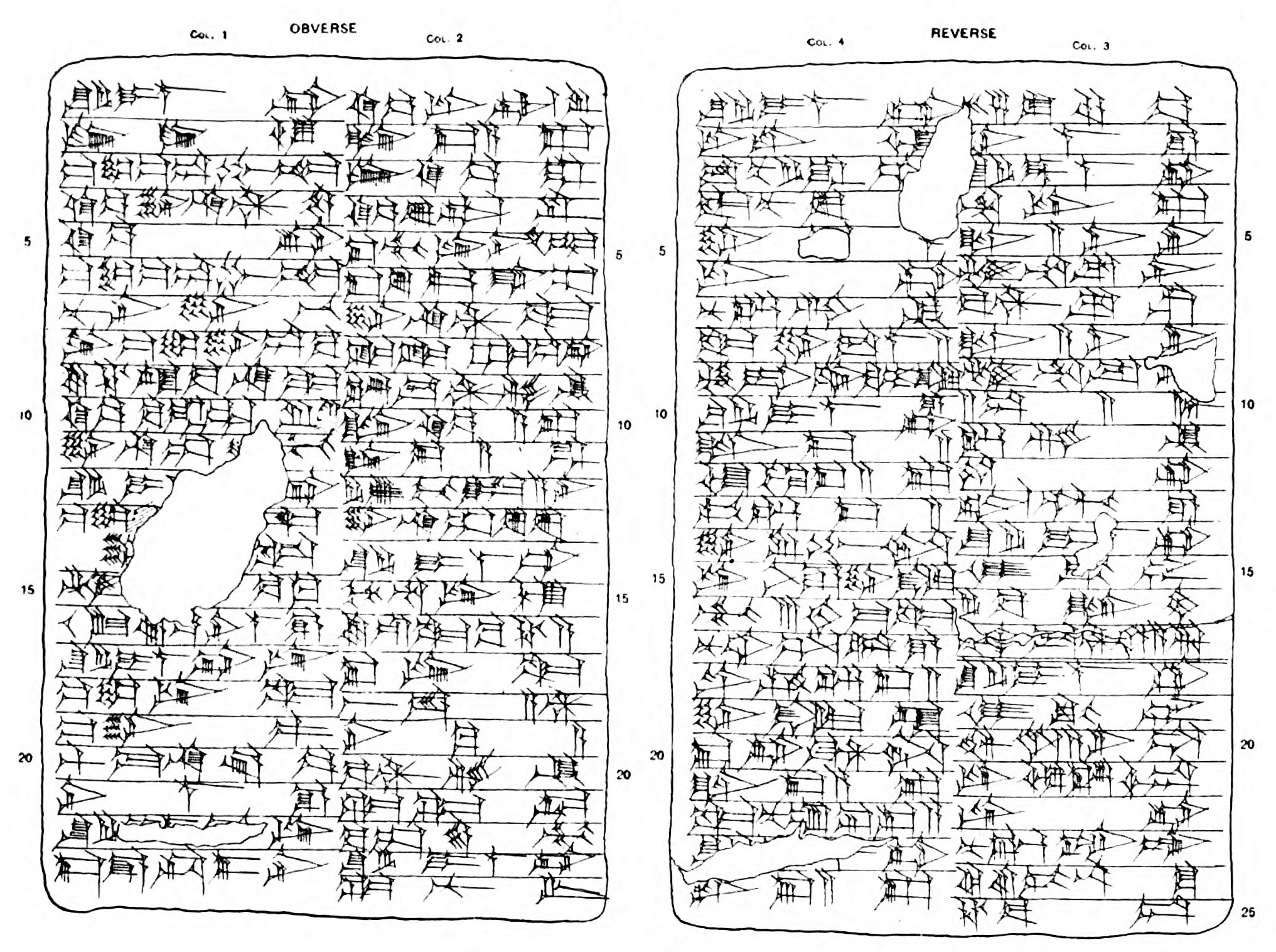
Còpia d'una de les tauletes amb el codi trobades a Nippur.

El pròleg i l'epíleg glorifiquen la figura de Lipit-Ixtar, els mèrits del qual hi són lloats. El pròleg explica com el rei va ser escollit pels grans déus sumeris per regnar, tal com dictava la ideologia mesopotàmica, i com se li va assignar la tasca de fer triomfar la justícia i l'harmonia social, després d'haver restituït l'ordre i la llibertat dels habitants de les ciutats de Sumer i Accad. L'epíleg comença amb elogis renovats al sentit de la justícia del rei, exemplificat per les lleis, i acaba amb malediccions pronunciades contra aquells que manipulessin l'obra del rei. El text estava inscrit originalment en una estela, igual que el Codi d'Hammurabi.
Les lleis conegudes actualment són una mica menys de 50, el que pressuposa que s'hagi perdut gran part del text. No es tracta de lleis en el sentit modern de la paraula, sinó de sentències judicials fetes pel rei que van ser escrites i compilades per servir d'exemple en casos futurs. Tracten diferents temes, que es troben també en d'altres col·leccions legislatives mesopotàmiques: lloguers d'animals, camps o barques, afers familiars (herència, adopció, matrimoni), fals testimoni o esclaus fugitius.